# Radek Horák
Radek Horák (* 17. Juni 1986) ist ein tschechischer Handballspieler.
Der 1,94 Meter große und 105 Kilogramm schwere Kreisläufer steht bei Dukla Prag unter Vertrag. Mit Prag spielte er im EHF-Pokal (2007/2008, 2009/2010).
Radek Horák steht im Aufgebot der  tschechischen Nationalmannschaft für die Handball-Europameisterschaft 2010.